# Sint-Pietersbandenkerk (Nederbrakel)

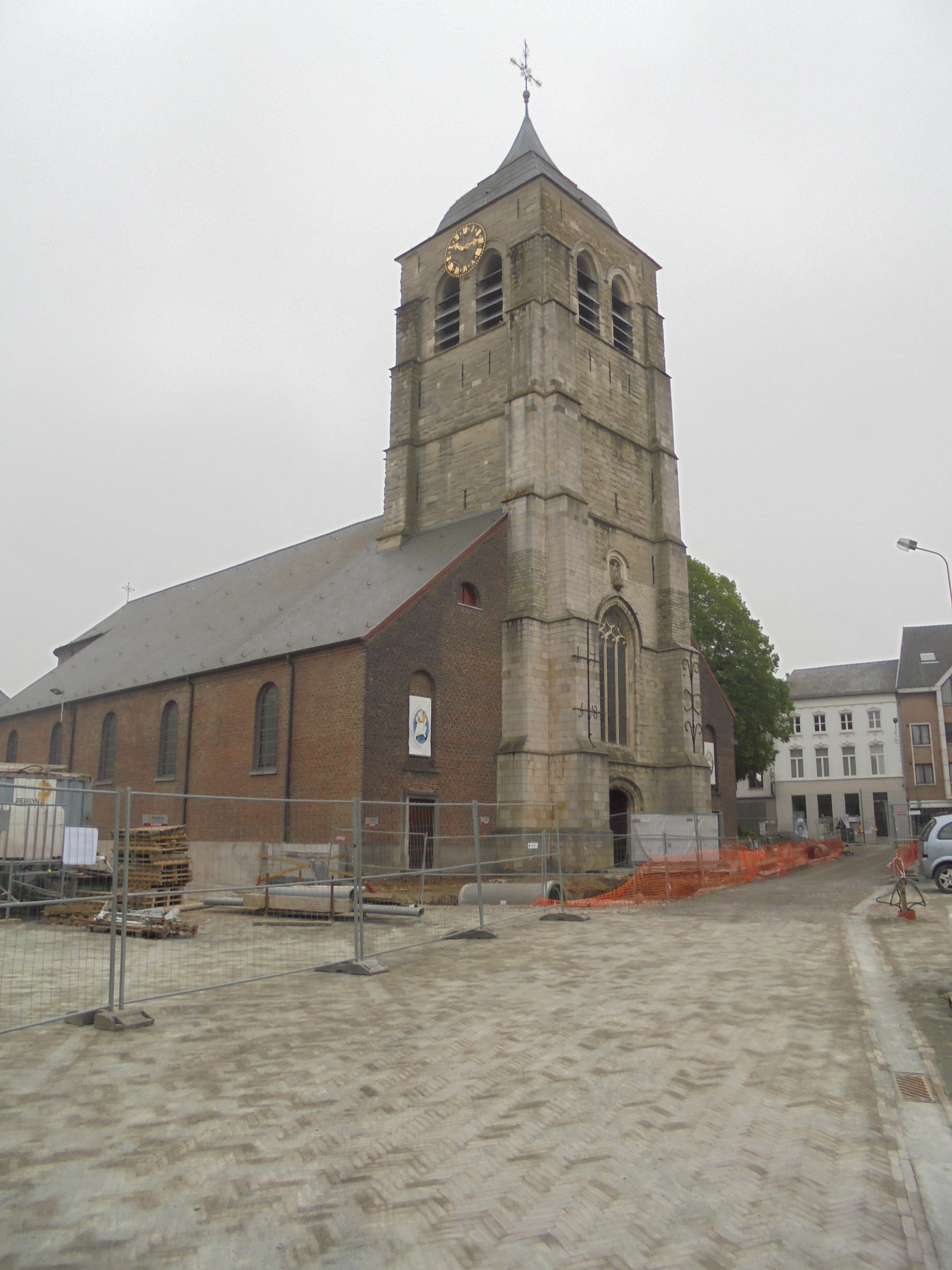
Sint-Pietersbandenkerk

De Sint-Pietersbandenkerk is de parochiekerk van de tot de Oost-Vlaamse gemeente Brakel behorende plaats Nederbrakel, gelegen aan het Marktplein.

## Geschiedenis
Mogelijk had Nederbrakel in de 8e of 9e eeuw al een bedehuis. Het patronaatsrecht werd door Gwijde II van Namen geschonken aan het Sint-Hermeskapittel te Ronse. De kerk was in 1515 in slechte staat en er werd toen een nieuwe kerk gebouwd waarvan de toren, opgetrokken in 1515-1551, bewaard is gebleven. In 1750 werd, na blikseminslag, de spits door een helmdak vervangen.
In 1828 werd de kerk aan de oostzijde vergroot naar ontwerp van Pieter Clepkens. Hiertoe moest een nieuw koor en een nieuwe zuidbeuk worden gebouwd. De toren werd ingebouwd.
In 1909 werd de parochie verheven tot decanaat.

## Gebouw
Het betreft een driebeukige bakstenen pseudobasiliek met ingebouwde westtoren. Deze laatgotische westtoren heeft zes geledingen. Hoewel de toren in baksteen werd gebouwd werden de gevels bekleed met Balegemse steen, terwijl de sokkel uit ijzerzandsteen bestaat. De beiaard heeft 49 klokken.
Het schip is laatclassicistisch met rondboogvensters en het heeft een halfcirkelvormige apsis.

## Interieur
De kerk bezit enkele 19e-eeuwse schilderijen. Het hoofdaltaar en één zijaltaar zijn 18e-eeuws en in 1897 aangekocht van de Oude Sint-Martinuskerk te Ronse. Ook het koorgestoelte is uit deze kerk afkomstig. De preekstoel is van 1760. Vier biechtstoelen en een broederschapslijst zijn in Lodewijk XV-stijl, evenals de orgelkast. Het orgel is van 1912 en werd vervaardigd door de firma Reygaert. Het stenen doopvont is van omstreeks 1753.

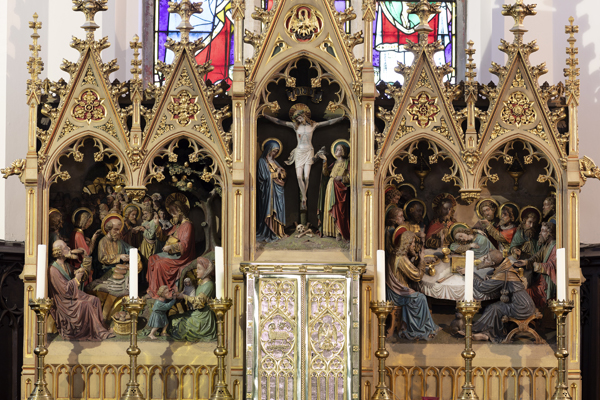
Altaar
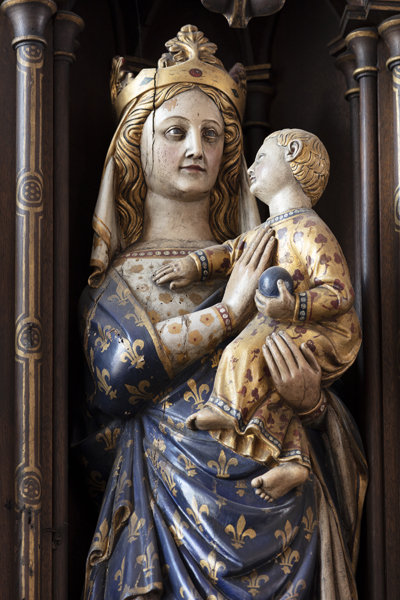
Madonna (zijaltaar)
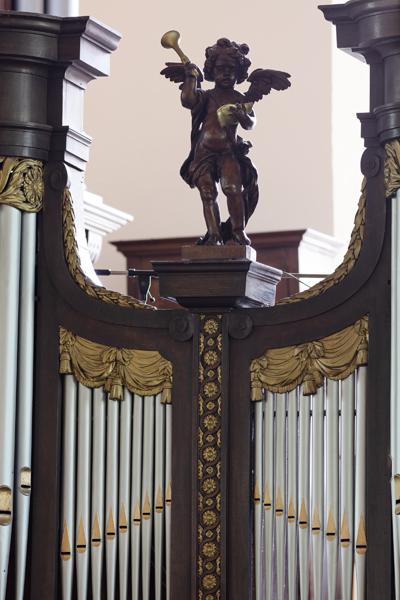
Orgel
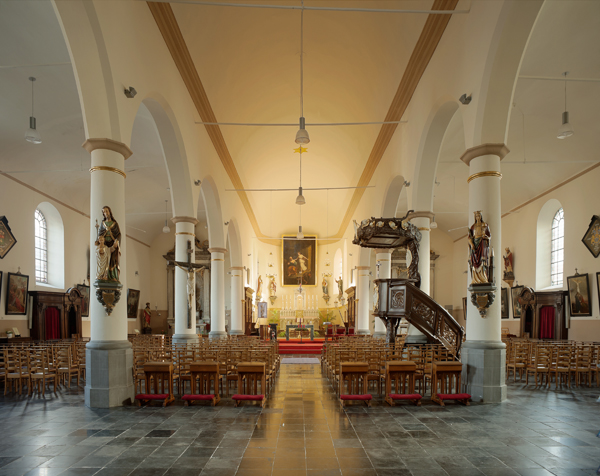
Interieur (overzicht)